# Goldberg (Mecklenburg)
Goldberg  är en stad i det nordtyska förbundslandet Mecklenburg-Vorpommern. 
Kommunen ingår i kommunalförbundet Amt Goldberg-Mildenitz tillsammans med kommunerna Dobbertin, Mestlin, Neu Poserin och Techentin.

## Geografi
Goldberg är beläget 50 kilometer öster om Schwerin på sjön Goldberger Sees västkust i distriktet Ludwigslust-Parchim. Genom staden flyter ån Mildenitz. 
I dag har staden tio stadsdelar:
| - Diestelow (sedan 2012) - Goldberg - Grambow - Medow - Neuhof | - Lüschow - Sehlsdorf - Steinbeck - Wendisch Waren (sedan 2012) - Woosten |

## Historia

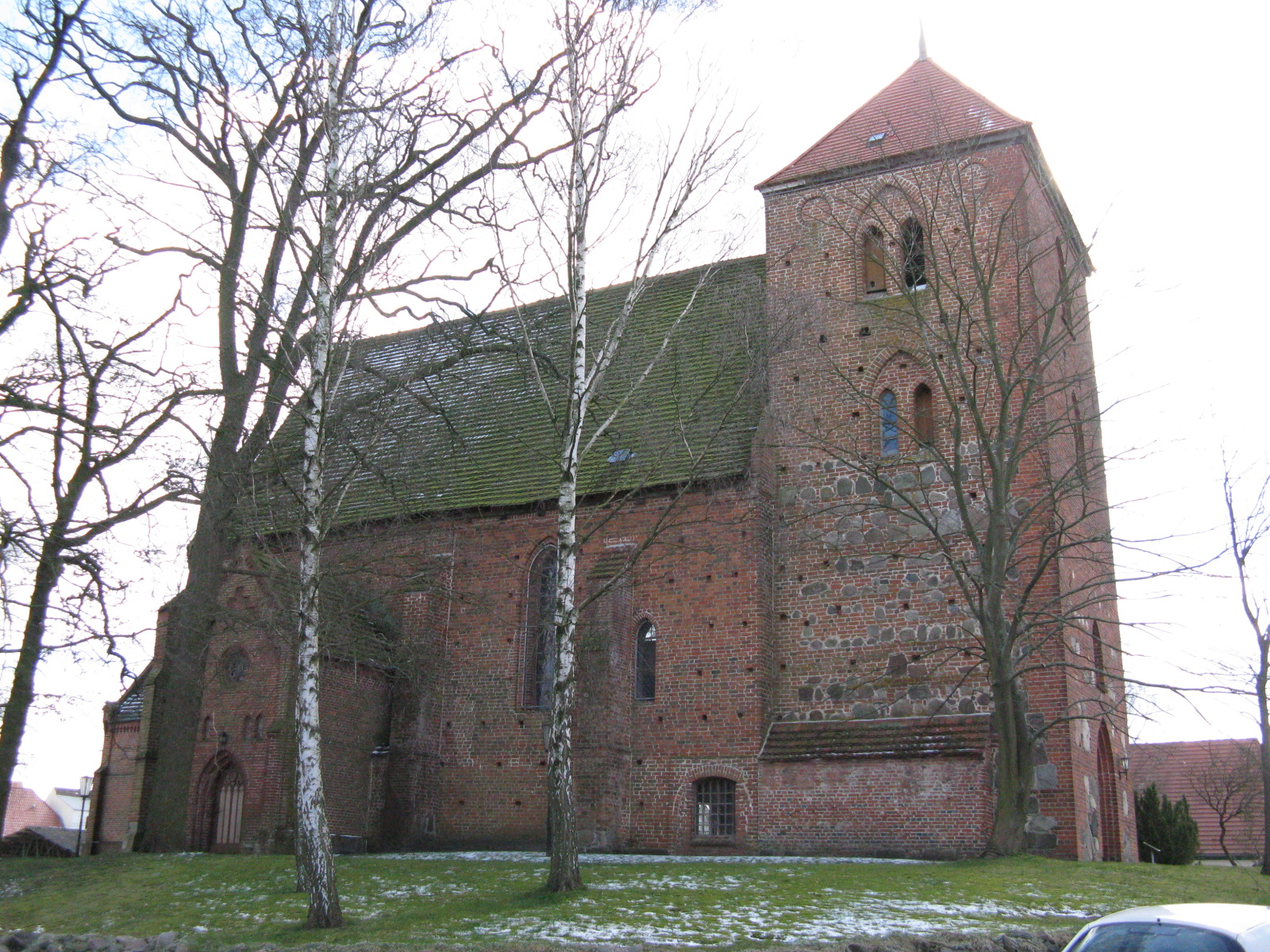
Stadskyrkan i Goldberg.

På det nuvarande stället av Goldberg fanns en slavisk boplats med namnet Golss, som omnämns första gången 1227. Orten Goltberch  fick stadsrättigheter 1248 av fursten Pribislaw I, som var son till Henrik Burwin II.  Under 1200- och 1300-talet tillhörde staden herrskapet Werle och kom till hertigdömet Mecklenburg 1436.

### 1800-talet och 1900-talet
Under 1800-talet anlades vägarna mot Lübz, Güstrow, Crivitz och Karow. Ytterligare anslöts staden till järnvägen Wismar-Karow 1887.

### Östtyska tiden och tyska återföreningen
Under DDR-tiden tillhörde Goldberg distriktet Sternberg inom  länet Schwerin mellan 1952 och 1990. 
Efter den tyska återföreningen hade Goldberg varit en amtsfri stad i distriktet Parchim fram till 2005, då staden sammenslogs med amten Mildenitz. Goldberg blev nya huvudorten av den nyskapade amten Goldberg-Mildenitz.  
Den 1 januari 2012 ingick orterna Diestelow och Wendisch Waren i staden Goldberg.

### Befolkningsutveckling
Befolkningsutveckling  i Goldberg
Källa:,,

## Kommunikationer
Goldberg ligger vid förbundsvägen (tyska:Bundesstraße) B 192 (Wismar/Zurow – Karow/Plau am See).